# وليد بلقرفي
وليد بلقرفي مواليد 19 ديسمبر 1986 في القبة، هو لاعب كرة قدم جزائري يلعب مع أهلي برج بوعريريج كمهاجم. لعب سابقا مع أولمبي المدية، أهلي برج بوعريريج، اتحاد بلعباس.